# 1996 في الجزائر
فيما يلي قوائم الأحداث التي وقعت خلال عام 1996 في الجزائر.

## أحداث
- 16 نوفمبر – المصادقة على الدستور الرابع للبلاد عبر استفتاء عام
- 27 مارس – مقتل رهبان دير تيبحيرين في بلدية ذراع السمار ولاية المدية جنوب الجزائر العاصمة.

## موسيقى

### أغاني
من الأغاني التي صدرت هذه السنة في الجزائر:
- 1 يناير – عائشة من غناء الشاب خالد.

## مواليد

### أغسطس
- 28 أغسطس – رضى حلايميا

### أكتوبر
- 31 أكتوبر – أسامة شيتة لاعب كرة قدم جزائري.

## وفيات

### يناير
- 1 يناير – براهيم حجاج (مواليد 1934) ممثل جزائري.

### سبتمبر
- 20 سبتمبر – الشاب عزيز (مواليد 1968) مغني جزائري.
- 22 سبتمبر – محمد بن أحمد عبد الغني (مواليد 1927)

### أكتوبر
- 26 أكتوبر – عبد الحميد بن هدوقة (و. 1925) أديب وروائي جزائري. يعتبر صاحب أول رواية جزائرية باللغة العربية «ريح الجنوب».
- 28 أكتوبر – يوسف أبجاوي (مواليد 1932) مغني جزائري.